# ناحیه موردوک، شهرستان داگلاس، ایلینوی
ناحیه موردوک (به انگلیسی: Murdock Township) یک منطقهٔ مسکونی در ایالات متحده آمریکا است که در شهرستان داگلاس واقع شده‌است. ناحیه موردوک ۲۰۴ متر بالاتر از سطح دریا واقع شده‌است.